# Never Breathe What You Can't See
Albums de Jello Biafra et les Melvins
Pigs of the Roman Empire
(2004) Mangled Demos from 1983
(2005)
Never Breathe What You Can't See est un album des Melvins et Jello Biafra sorti en 2004 chez Alternative Tentacles (Virus 300). Le livret de l'album affirme que Mohamed Atta et John Ashcroft ont aidé Biafra à écrire les paroles de "Caped Crusader" (en réalité, quelques phrases ont été tirées des propos de chacun) et invite l'auditeur à trouver la différence ("spot the difference"). "Plethysmograph", qui fait allusion à l'outil gouvernemental mesurant la réaction des agresseurs sexuels en réponse à différents stimuli, inclut la phrase "If Stuart could talk what would he say?", qui est le refrain de la chanson des Dickies "If Stuart Could Talk", qui parle du pénis du chanteur.

## Pistes
| No | Titre                                | Paroles | Musique        | Durée      |
| -- | ------------------------------------ | ------- | -------------- | ---------- |
| 1. | Plethysmograph                       | Biafra  | Biafra         | 4 min 49 s |
| 2. | McGruff The Crime Dog                | Biafra  | Osborne        | 4 min 18 s |
| 3. | Yuppie Cadillac                      | Biafra  | Biafra         | 4 min 31 s |
| 4. | Islamic Bomb                         | Biafra  | Biafra         | 6 min 19 s |
| 5. | The Lighter Side Of Global Terrorism | Biafra  | Osborne        | 4 min 35 s |
| 6. | Caped Crusader                       | Biafra  | Biafra/Osborne | 6 min 08 s |
| 7. | Enchanted Thoughtfist                | Biafra  | Osborne        | 4 min 18 s |
| 8. | Dawn Of The Locusts                  | Biafra  | Osborne        | 5 min 12 s |

## Personnel
- Jello Biafra - chant, crédité en tant que Osama McDonald
- Dale Crover - Batterie, percussion, guitare lead sur pistes 3 et 5, crédité en tant que Saddam Disney
- Buzz Osborne - choriste, guitare, crédité en tant que Jon Benet Milosevic
- Kevin Rutmanis - Basse, Slide Bass sur piste 8, crédité en tant que George W. McVeigh
- Adam Jones - Guitare sur pistes 4, 6, 7 et 8
- Tom 5 - Chœurs
- John The Baker - Chœurs
- Adrienne Droogas - Chœurs
- Wendy-O-Matik - Chœurs
- Loto Ball - Chœurs
- Johnny NoMoniker - Chœurs
- Ali G. North - Chœurs, producteur
- Lady Monster - Chœurs
- Jesse Luscious - Chœurs
- Marshall Lawless - producteur
- Toshi Kasai - Ingénieur du son, mixage
- Matt Kelley - Ingénieur du son
- Drew Fischer - Ingénieur du son
- Mackie Osborne - Art Direction & Design

## Sources
- (en) Cet article est partiellement ou en totalité issu de l’article de Wikipédia en anglais intitulé « Never Breathe What You Can't See » (voir la liste des auteurs).